# Chief executive officer
Chief executive officer (CEO, chief executive) je v angloamerickém prostředí výkonný ředitel obchodní společnosti a jiných organizací. V akciových společnostech odpovídá post CEO funkci předsedy představenstva. Jde tedy o manažera, který má veškeré jednatelské pravomoci vůči třetím osobám i veškeré jednatelské pravomoci uvnitř společnosti.
Podle českého práva jde o statutární orgán. Často existují i manažeři s obdobnými tituly. Jedná se např. o chief financial officer (CFO) – finančního ředitele; ten má nejvyšší odpovědnost za finance společnosti a zodpovídá se představenstvu (board of directors). Dále pak chief operating officer (COO), chief information officer (CIO), chief marketing officer (CMO) a podobně.